# 덱스트린
덱스트린(dextrin) 또는 호정(糊精)은 녹말(전분)을 가수분해하여 얻어지는 저분자량의 탄수화물을 가리키는 용어이다. 전분등과 함께 다당류로 분류된다.